# 红旗乡 (新民市)
红旗乡，是中华人民共和国辽宁省沈阳市新民市下辖的一个乡镇级行政单位。

## 行政区划
红旗乡下辖以下地区：
红旗村、小白旗堡村、九天地村、魏屯村、南张村、杜屯村、大东街村和西王岗村。